# Ivica Jembrih
Ivica Jembrih Cobovički (Gregurovec Veternički, 1939.), hrvatski pjesnik, pripovjedač, putopisac, recenzent, kolumnist, prevoditelj.

## Život i rad
Ivica Jembrih Cobovički rođen je u mjestu Gregurovcu Veterničkom u Hrvatskom zagorju. Po završetku Više grafičke škole u Zagrebu radio je kao grafičar i grafički urednik u Zagrebu, Varaždinu, Ivancu i Čakovcu. Član je Društva hrvatskih književnika od 1983. i jedan je od pokretača časopisa Kaj. Za svoj literarni rad dobio je više nagrada i priznanja među kojima i nagradu Društva hrvatskih književnika "Fran Galović" 2003. godine, nagrade "Pasionska baština" te "Katarina Patačić" 2004. godine. Zastupljen je u mnogim antologijama hrvatske književnosti sa svojim stihovima na kajkavskom dijalektu, haiku stihovima, pjesmama za djecu.
Pjesme su mu prevedene na njemački, engleski, francuski, makedonski i slovenski jezik. Dobitnik je i priznanje "Zvonimir Golob" za najljepšu neobjavljenu ljubavnu pjesmu iz 2009. godine.

## Djela
- Toplota starog kaputa, Čakovec, 2011.
- Ivanščica iše za cieli sviet, Varaždin, 2013.
- Spas ljubavi si spasil, Varaždin, 2012.
- Gospodin Aleksis : nestao je...živ je..., Čakovec, 2011.
- Svetloču zemlje moli, Čakovec, 2009.
- Doživljena viečnost, Zagreb : Čakovec, 2008.
- Molitva za prvu rieč, Čakovec : Nedelišće, 2008.
- Gospodin Aleksis, Čakovec, 2006.
- Dječakovi psalni, Čakovec, 2005.
- Daljina na prozoru, haiku, Varaždinske Toplice, 2005.
- Šume se vraćaju u me, Čakovec, 2004.
- Gdje spavaju..., Zagreb, 2003.
- Na putu vu narkozu, Varaždinske Toplice, 2003.
- Put koji nije otputovao, Čakovec, 2002.
- Svetkujem rieč, Čakovec, 2002.
- Garestin – feniks varoš – Varaždin, Varaždinske Toplice, 2001.
- Zemlja – dvorišče neba, Varaždinske Toplice, 2001.
- Potok, Varaždin, 2000.
- Izlet u zavičaj, Varaždin, 1999.
- Hodočašče rieči, Varaždin, 1998.
- Zagovor rieči, Sveti Ivan Zelina, 1998.
- Zlato u pijesku nade, Čakovec, 1997.
- Na ramenu križa, Marija Bistrica, 1997.
- Vu perivoju Zrinskih, Čakovec, 1996.
- Moje popievke : Zlatar, Zlatar, 1995.
- Kries rieči z Ivanščice, Ivanec, 1995.
- Zemlja smo = Zemlja sme, Novo Mesto, 1994.
- Življenje rieči i zemlje, Krapina : Čakovec, 1993.
- Stonogi strahovi, Osijek, 1992.
- Dobro jutro Zagorje = Dobro utro Zagorje, Čakovec, 1991.
- Zeleni krič, Čakovec, 1987.
- Koreni nosečega zernja, Čakovec, 1986.
- Strahi i valitva, Čakovec, 1985.
- Lamentacije svetešnoga moždana, Čakovec, 1983.
- Oči posajene vu zutra, Varaždin, 1981.
- Žerafke i vihri, Čakovec, 1980.
- Popievke tice kajkavčice, Čakovec, 1978.
- U dosluh sa košutama, Čakovec, 1975.
- Mujceki se hinčeju, Čakovec, 1972.
- Vse – i dihanje, Čakovec, 1971.

## Vanjske poveznice
- Posljednji boem. Ivica Jembrih otkriva svoju tajnu pisanja Varaždinske vijesti, 4. veljače 2012.
- Ivica Jembrih Cobovički ponovo u našoj školi, OŠ Ljudevit Gaj, Krapina, 9. ožujka 2009.
- [neaktivna poveznica]
- Arhivirana inačica izvorne stranice od 6. ožujka 2014. (Wayback Machine)